# Rắn đuôi chuông
Rắn đuôi chuông hay rắn chuông hay rắn rung chuông hay là một nhóm các rắn độc thuộc các chi Crotalus và Sistrurus thuộc phân họ Crotalinae ("rắn hang") với đặc điểm chung là cái đuôi của chúng có thể rung và kêu lên lúc săn mồi và cảnh báo khi có nguy hiểm. Có 32 loài rắn chuông với từ 65-70 phân loài., tất cả chúng đều là loài bản địa châu Mỹ, từ phía nam Canada đến miền trung Argentina.

## Nọc độc
Hầu hết những con rắn đuôi chuông đều rất độc. Lượng nọc độc của chúng có thể nhanh chóng làm tê liệt hệ thần kinh của các con mồi như chuột, chim và một số loại động vật nhỏ khác, sau đó khiến cho tim của nạn nhân ngừng đập chỉ một vài phút sau khi bị cắn. Theo thống kê ở Mỹ, mỗi năm có khoảng 7000 đến 8000 nạn nhân bị rắn đuôi chuông cắn với khoảng 10 người chết.
Các trường hợp bị rắn đuôi chuông cắn đa phần do dẫm lên hoặc bước gần chúng. Khi bị cắn bởi rắn đuôi chuông, chất độc từ răng nanh của chúng sẽ ngấm vào vết thương, vào máu, làm phá vỡ các tế bào thành mạch và gây ra hiện tượng chảy máu bên trong rất nguy hiểm. Sau khi bị cắn, vết thương sẽ sưng lên và đau dữ dội. Kèm theo đó, nạn nhân sẽ cảm thấy lo lắng, buồn nôn và dần yếu đi, suy tim và chết sau đó từ 6 đến 48 tiếng. Nếu được cứu chữa bằng huyết thanh trong 2 tiếng đầu tiên, nạn nhân sẽ có cơ hội hồi phục nhanh chóng. Trẻ em khi bị rắn cắn thường có các triệu chứng nguy hiểm hơn người lớn.

## Săn mồi
Rắn đuôi chuông săn mồi cả ban ngày lẫn ban đêm bằng cách thu hút con mồi với cái đuôi có thể rung phát ra âm thanh. Chúng thường nằm đợi con mồi hoặc săn con mồi trong hang. Con mồi sẽ bị giết chết nhanh chóng bởi nọc độc. Nếu con mồi bị cắn di chuyển trước khi bị chết, rắn đuôi chuông có thể đi theo mùi của nó. Rắn đuôi chuông ăn các loài chim và loài gặm nhấm, do đó chúng đóng một vai trò sinh thái quan trọng trong việc hạn chế dân số loài gặm nhấm phá hoại mùa màng và ổn định hệ sinh thái.